# Neregistrované soužití v Portugalsku
Neregistrované soužití (união de facto) je v Portugalsku uzákoněné pro heterosexuální páry od 1. července 1999 a rozšířené na homosexuální páry od 11. května 2001.
11. května 2011 byla část zákona o economia comum ("společné jmění) pozmněněná tak, aby chránila dvě a více osob žijícících ve společně hospodařící domácnosti a vykazující znaky neregistrovaného soužití, vyjma sociálních benefitů. 
Od 5. června 2010 mohou páry stejného pohlaví uzavírat sňatek s tím, že neregistrované soužití zůstává jako alternativa pro homosexuální i heterosexuální páry, které o institut manželství nestojí.

## Vznik a zrušení
Pro vznik takového soužití není potřeba žádného úředního aktu. Osoby žijící ve společně hospodařící domácnosti po dobu delší než 2 roky se vzájemným odkázáním na výživu získávají automaticky status neregistrovaného soužití. Pro účely společného zdanění lze soužití stvrdit oficiálně. Nejedná se však o zákonnou povinnost.
Soužití zaniká buď smrtí nebo vstupem jednoho z druhů do manželství, případně na žádost jednoho z druhů.

## Práva a povinnosti
Zákon u neregistrovaných soužití počítá automaticky s rovným přístupem v bydlení, zaměstnaneckými benefity ve státním ektoru a možností volby sociálních a daňových výhod pro manželské páry. Od 1. března 2016 smějí manželské i nemanželské páry společně osvojit děti.
Od prosince 2016 jsou homosexuální i heterosexuální neregistrovaná soužití uznávána zákonem z hlediska žádosti o občanství jednoho z druhů. Benefity ve zdravotní péči pro zaměstnance státního sektoru lze rovněž rozšířit i na jeho neregistrovaného druha.
Od r. 2007 jsou homosexuální páry uznávány v trestním zákoně pro účely domácího násilí, vraždy jednoho z druhů, odmítnutí vypovídat proti druhovi a dalších ustanoveních pro manželské páry.
V červenci 2009 přijali portugalští zákonodárci rozšíření některých manželských práv na neregistrovaná soužití, konkrétně dědická práva. Nová legislativa měla podporu napříč všemi levicovými stranami. 24. srpna 2009 byl tento nový zákon vetován prezidentem Aníbalem Cavaco Silvou.
9. července 2010 byla novela zákona o neregistrovaném soužití (dědická práva, kompenzační a jiné benefity) rozšířená portugalským parlamentem. 16. srpna 2010 jí nakonec prezident Cavaco Silva ratifikoval.